# Mole (molho)

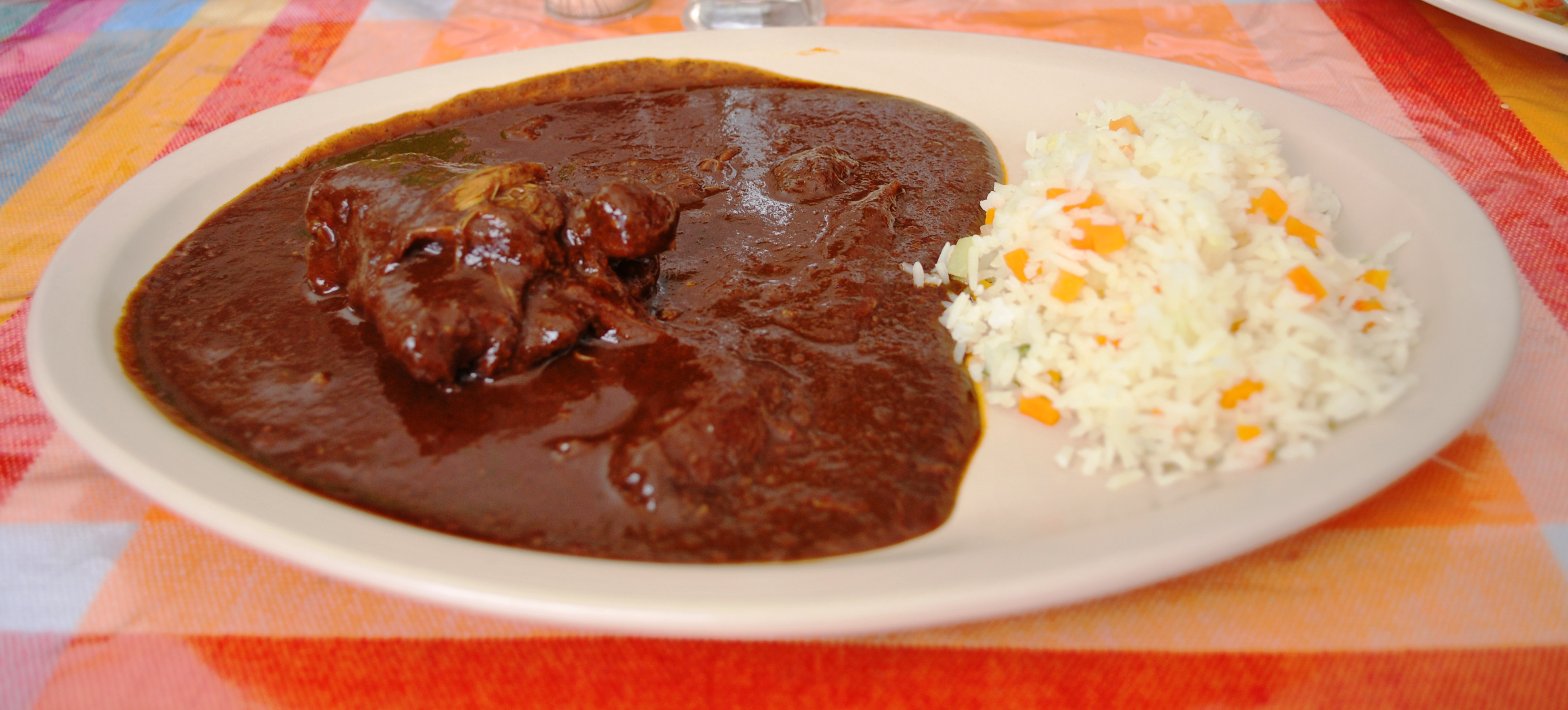
Frango em um mole vermelho escuro

Mole (da língua nahuatl, “mōlli”) ou mulli é um termo que se refere a uma série de molhos na culinária do México; em geral, quando utilizado fora do país, refere-se o “mole poblano”, molho típico do estado de Puebla, preparado com vários tipos de pimentas e com chocolate; este molho é tradicionalmente servido com “guajolote” (peru), como prato principal nas festas de casamentos e aniversários e durante o Natal.
O nome pode ser usado em conjunto com o ingrediente principal em que este molho vai servir de base de um guisado, por exemplo “Mole Poblano de Frango”.
No entanto, nem todos os moles tradicionais levam chocolate e assim encontra-se o “mole amarilho” (amarelo), que leva “tomatillo”, o verde, baseado em tomatillo e pimentas verdes e muitas ervas aromáticas, o negro, típico de Yucatan e baseado numa mistura de ingredientes assados, que incluem achiote, chamado “recado negro”, e o vermelho ou “colorado”, também temperado com achiote, mas baseado em tomate maduro.
Esta preparação é tão trabalhosa que deu lugar a uma “indústria tradicional” em que se prepara a pasta com os ingredientes já torrados e moídos e se vende em porções, que se utilizam dissolvendo-a num caldo.

## Preparação
O mole poblano pode levar mais de 20 ingredientes (algumas fontes falam em mais de 100), entre vários tipos de malagueta, especiarias e ervas aromáticas, tomate, alho e cebola, sal, amêndoas ou amendoim, passas, azeite e por vezes caldo de carne ou de galinha, para além chocolate, que normalmente é acrescentado no final da preparação.
Começa-se por assar tomate no forno, até ficar negro e mistura-se com alho, fazendo um puré. Numa frigideira, torra-se cravinho, gergelim, pimenta-do-reino, orégão e canela e, a seguir-se moem-se num almofariz. Preparam-se as malaguetas (por exemplo, “ancho” e “guajillo”), tirando-lhes as sementes e escaldando-as em água, onde ficam durante alguns minutos, até ficarem macias e se poderem igualmente transformar num puré.
Numa caçarola, aquece-se óleo e juntam-se as especiarias assadas e moídas; quando começarem a libertar o cheiro, juntam-se os purés de tomate com alho e de malaguetas; mistura-se e junta-se o chocolate, açúcar e sal, e deixa-se apurar em lume brando.